# Ringforten in Ierland

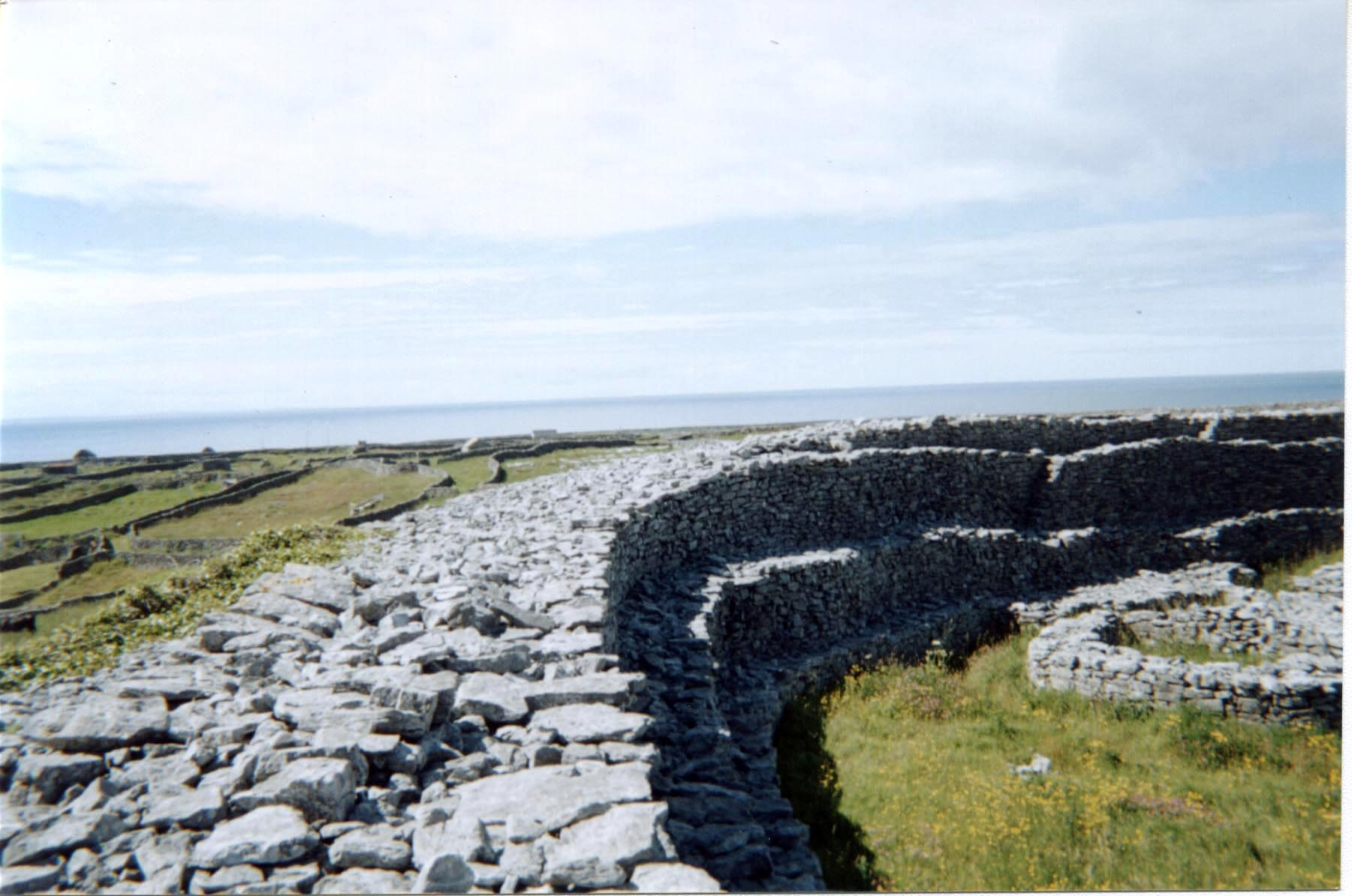
Ringfort op het eiland Inishmaan van de Ierse Araneilanden

De ringforten in Ierland zijn ringwallen van steen of aarde die naar in het algemeen wordt aangenomen stammen uit de IJzertijd, de vroeg christelijke periode (400 n.Chr.-795 n.Chr.) en mogelijk de vroege middeleeuwen. Verschillende benamingen zijn onder meer ráth, caiseal, cathair en dún, zoals gebruikt in de vroege Ierse bronnen. In de moderne archeologische Ierse literatuur gebruikt men doorgaans caher.
Een ráth (verengelst tot rath) was gemaakt van aarde, een caiseal (Noordwest-Ierland, verengelst tot cashel) en een cathair (Zuidwest-Ierland) werden gebouwd van steenblokken. Een dún (verengelst tot dun) is een belangrijkere en prestigieuze nederzetting, vaak van een al dan niet plaatselijke leider en/of met een religieuze functie. Ook een promontory fort is een type ringfort.
In termen van aantal, verspreiding en toegankelijkheid zijn er geen historische of archeologische gegevens uit de vroege middeleeuwen die ook maar in de buurt komen van ringforten. Meer dan 45.000 locaties verspreid over geheel Ierland zijn inmiddels geïdentificeerd als ringfort. De verwachting is dat nader onderzoek dit aantal nog op kan voeren tot 60.000 locaties. Het is meer dan waarschijnlijk dat als gevolg van landbouw en stedenbouw vele locaties verloren zijn gegaan. Het gebruik van oude kaarten van de Ordnance Survey in combinatie met luchtfotografie heeft vele lang vergeten ringforten weer voor het voetlicht gebracht. Ook het uitgebreide archeologische onderzoek dat samengaat met de bouw van wegen heeft tal van onbekende ringforten aan het licht gebracht.
Ondanks regionale variaties in de dichtheid van ringforten kan gesteld worden dat ze algemeen voorkomen met een gemiddelde van iets meer dan één ringfort per twee vierkante kilometer. Alleen in de regio's Meath en Leinster ligt dit lager. Ondanks het grote aantal forten zijn er nog steeds twee belangrijke vragen onbeantwoord, namelijk: "wie heeft ze gebouwd" en "waar dienden ze voor".

## Periodisering

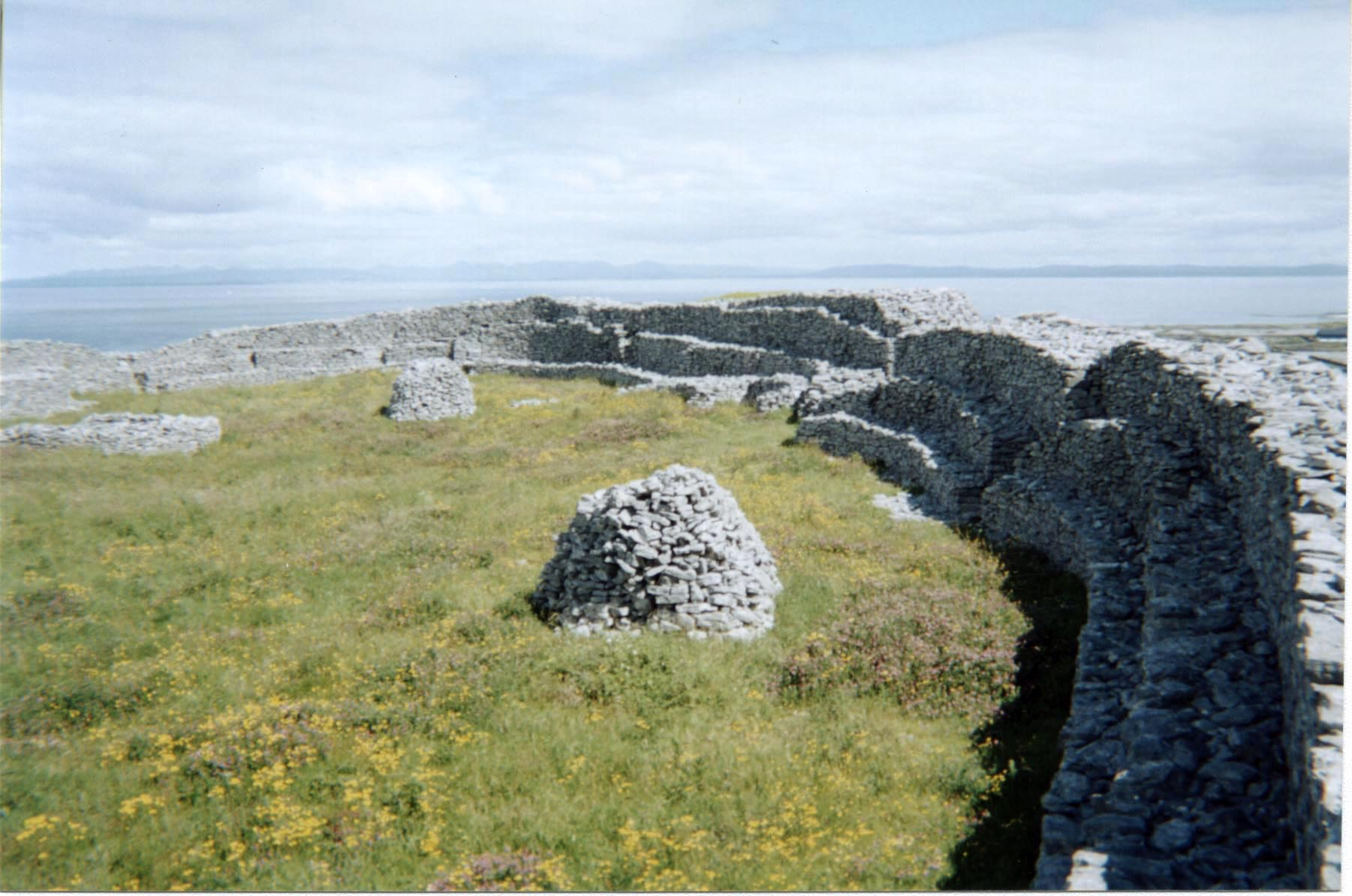
Ringfort op het eiland Inishmaan van de Ierse Araneilanden

Het debat over de periodisering (en chronologie) wordt voornamelijk veroorzaakt door het grote aantal ringforten alsmede het falen van enig ander type nederzetting om te overleven tot op de dag van vandaag. Uitgezonderd de ringforten lijkt er een gat te zijn de bewoning van voor de vroeg christelijke periode tot ongeveer de middeleeuwen. Pas na het arriveren van de Anglo-Normandische baronnen in de 12e eeuw ontstaan er weer overlevende nederzettingen.
Drie belangrijke theorieën bepalen het debat over de periodisering van de Ierse ringforten:
1. De theorie dat alle ringforten stammen uit de ijzertijd
2. De theorie die stelt dat de ringforten in gebruik zijn geweest tot de late middeleeuwen en mogelijk tot in de moderne tijd
3. De theorie dat de ringforten stammen uit de eerste 500 jaar van de christelijke jaartelling. De laatste theorie is de meest geaccepteerde.

### Theorieën

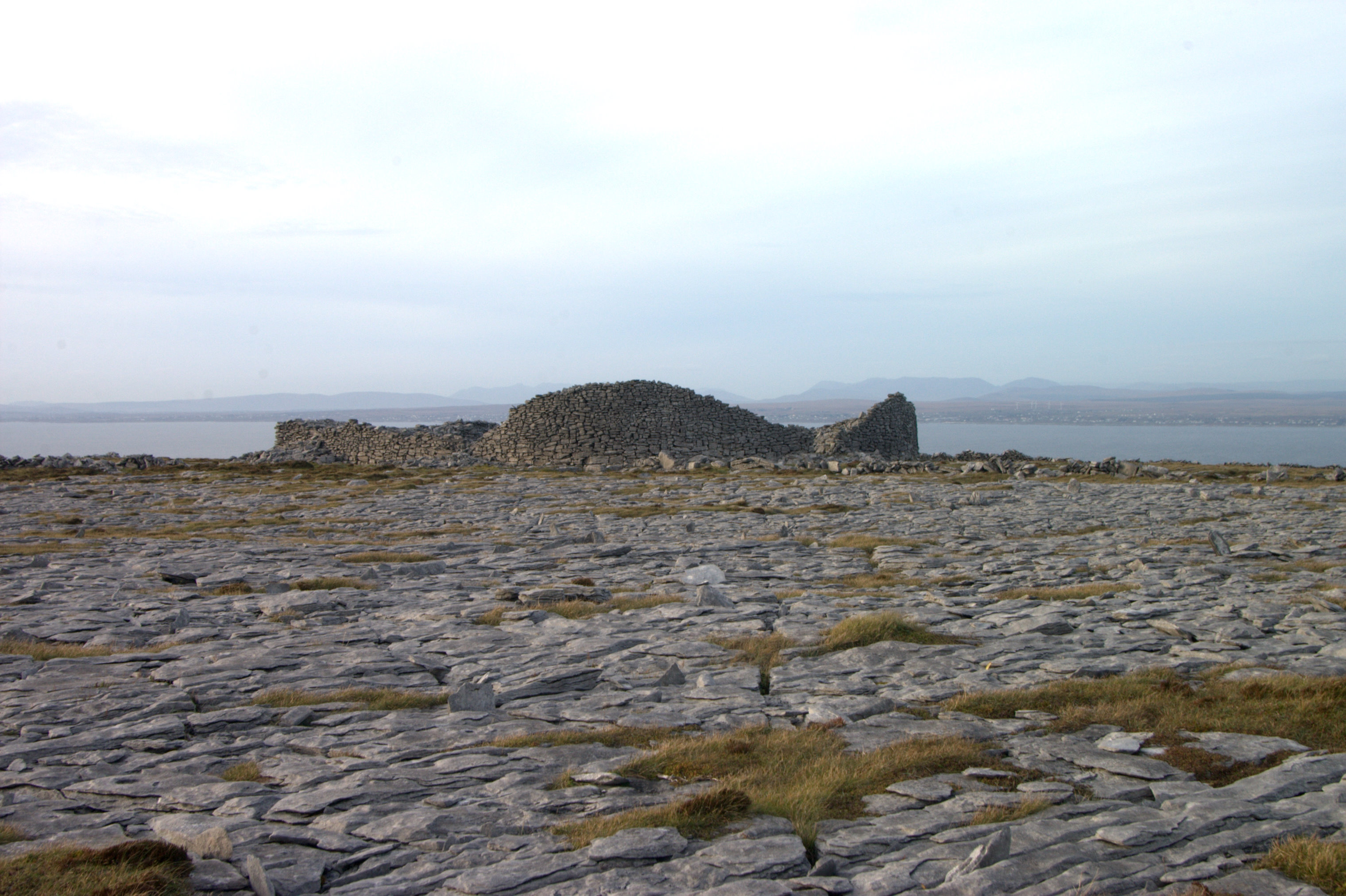
Caher op Black Head, County Clare, met karstterrein op de voorgrond.

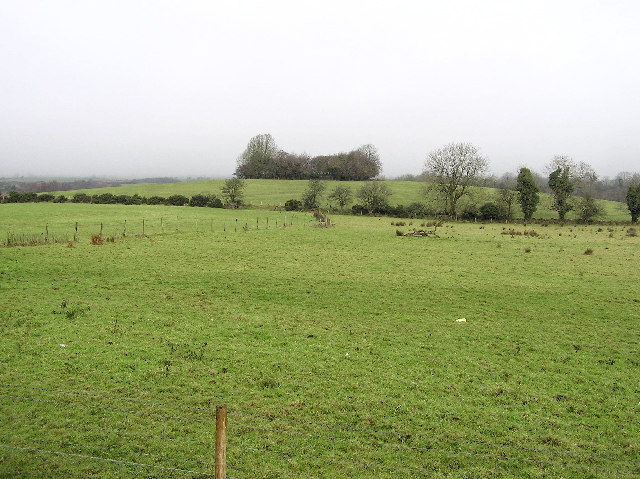
Rath bij Lisnacreaght

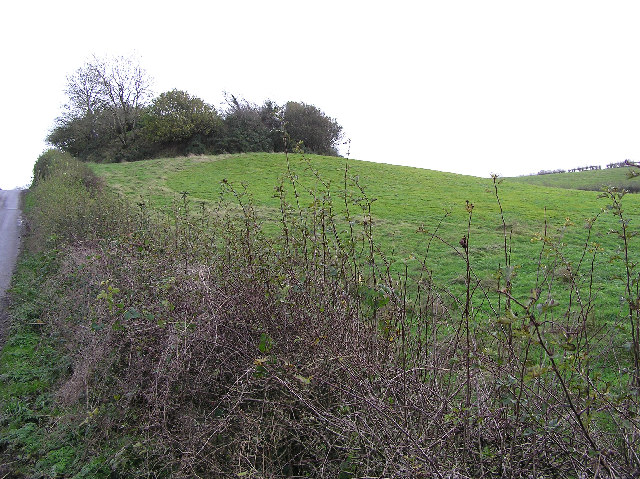
Rath bij Camowen

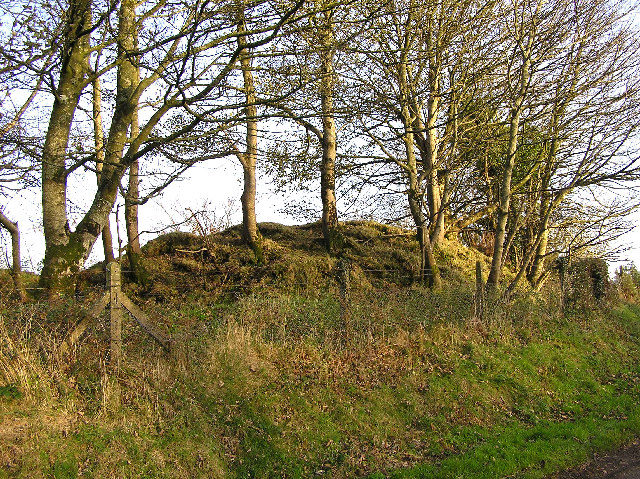
Rath bij Blackfort

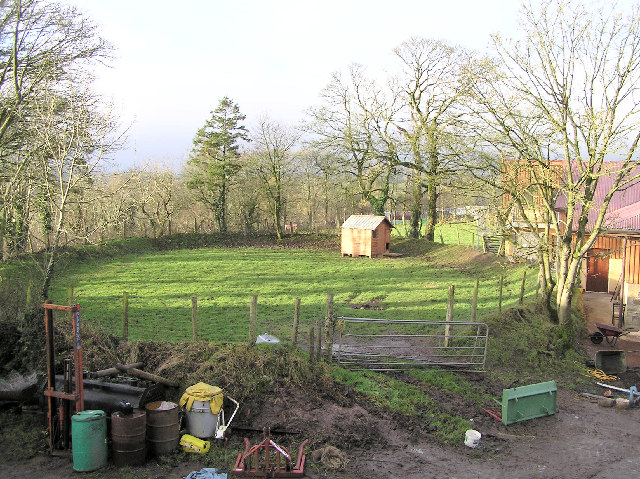
Rath bij Clanobogan

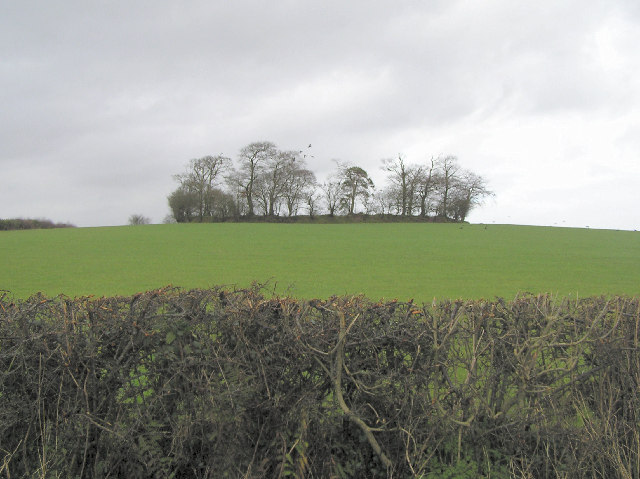
Rath bij Shannaragh

De theorieën dat het ringfort hetzij vóór, hetzij na de vroege middeleeuwen te dateren valt, hangt in essentie samen één veronderstelling, zoals samengevat in het citaat van Tadhg O’Keefe naar aanleiding van de laatste theorie:
The a priori case for attributing some ringforts to the Later Middle Ages... is based on the absence of any other settlement form of appropriate date in those landscapes. In other words, if the Gaelic-Irish did not live in ringforts, where did they live?

#### Stammend uit de IJzertijd
De veronderstelling dat ringforten geëvolueerd zijn uit en deel zijn van een IJzertijd traditie werd geponeerd door Darren Limbert. Zijn hypothese is gebaseerd op een herinterpretatie van de beschikbare gegevens alsmede zorgen over de beschikbaarheid van gegevens. Aangezien er maar weinig ringforten totaal zijn onderzocht door archeologen en zelfs dit niet systematisch of landelijk, zijn de gegevens te beperkt om de afstamming van alle ringforten in de vroeg Christelijke periode te plaatsen.
Limbert stelt daar tegenover dat het ringfort gezien moet worden in de context van gelijksoortige ontwikkelingen in middeleeuws Groot-Brittannië en het vasteland van Europa, met name in Gallië en het Iberisch Schiereiland. Ondanks dat hij toegeeft dat de meeste ringforten gedateerd kunnen worden in vroege Christelijke periode, suggereert hij een verband met het arriveren van de vermoedelijk Britse Eóganachta-dynastie in Munster, rond 400 n.Chr., en de introductie van ringforten.
Ter ondersteuning merkt hij op dat "De andere belangrijke Eóganachta ringforten (anders dan Cashel) van Ballycatten, Garranes en waarschijnlijk Garryduff, ondanks de beperkte stratigrafische mogelijkheden, hebben bij opgravingen voorwerpen opgeleverd van onduidelijke vroege oorsprong. Ook hun defensieve functie,... ondersteund een inval van een Keltische soldatenklasse..."

#### Gebruik tot in de late middeleeuwen
Aan de andere kant van het spectrum is de theorie naar voren gebracht dat de ringforten in gebruik waren en/of gebouwd in de late middeleeuwen of zelfs de vroegmoderne tijd in Keltisch Ierland. Deze theorie is gebaseerd op twee fundamenten. Ten eerste gaat men ervan uit dat ringforten langzaam omgebouwd werden tot mottes. Ten tweede zijn er een paar vage en omstreden gegevens die duiden op de bewoning en bouw van duidelijke ringforten in de late middeleeuwen.
Vanuit een morfologisch standpunt, en waarschijnlijk ook vanuit het standpunt van een tijdgenoot, is er weinig onderscheid te zien tussen een aarden kasteel en een mottekasteel. Inderdaad zijn er een paar gevallen waarin het lijkt dat de Normandiërs een bestaand ringfort omgebouwd hebben tot een fundament voor hun mottekasteel dan wel dat de Keltische Ieren het Normandische voorbeeld volgden door de aarden wallen sterk te verhogen. Sommige kastelen met een L-vormig grondplan, zoals Balingarry Castle in Ierland, ontstonden als ringforten.
De theorie wordt ondersteund door een aantal opgravingen, met name die van Castleskreen en Ballyfounder Rath in County Down. Deze lijken te zijn omgebouwd tot mottekastelen. Als men uit gaat van defensieve doeleinden van een ringfort is het logisch dat na de introductie van meer complexe verdedigingswerken door de Normandiërs de bestaande ringforten worden opgewaardeerd analoog aan de nieuwe Normandische bouwwerken.

#### Ca. 600 n.Chr. - ca. 900 n.Chr.
Terwijl het waarschijnlijk lijkt dat sommige ringforten een voortzetting van hun gebruik zagen in de late middeleeuwen na aanpassing tot mottekastelen of als imitatie-mottekastelen, lijkt het twijfelachtig dat er in die periode nog veel nieuwe ringforten werden gebouwd, en de bewijzen voor zo'n theorie zijn dan ook mager. Opgravingen die deze theorie ondersteunen zijn er niet in geslaagd brede acceptatie te krijgen. Toch heeft bijvoorbeeld de door Rynne uitgevoerde opgraving van Garrymona op Shannon Airport gegevens opgeleverd die duiden op een bouw in de 15e eeuw.
De meest gebruikelijke theorie is dat de meeste ringforten gebouwd zijn in de tweede helft van het eerste millennium. Deze theorie wordt ondersteund door de opgegraven artefacten uit die periode en wordt vooral uitgedragen door Matthew Stout
In zijn boek The Irish Ringfort verhaalt Stout hoe hij gebruik maakte van C14-datering en dendrochronologie om 114 ringforten en verwante locaties te dateren. Het algemene patroon van deze dateringen wees uit dat meer dan de helft van alle ringforten is gebouwd in de periode 540 n.Chr. tot 884 n.Chr., waarvan weer twee derde in de periode 600 - 900 n.Chr. gedateerd kan worden. Hoewel deze werkwijze de datering van de ringforten-periode belangrijk nauwkeuriger maakt, zijn er toch de nodige problemen met de analyse. Om te beginnen is zijn onderzoek, zoals hij zelf toegeeft, te sterk gericht op Ulster (64% van de gedateerde locaties liggen in Ulster) en daarnaast zijn de dateringen afkomstig van een zeer klein percentage van het totaal aantal geïdentificeerde ringforten. Daarnaast is de methode van C14-datering die Stout gebruikte niet 100% nauwkeurig. De onnauwkeurigheid is van dien aard dat er een kans is van één op drie is dat de resultaten een afwijking vertonen van 100 jaar, ouder dan wel jonger. Ondanks deze beperkingen bracht de analyse toch de discussie over de ouderdom en de gebruiksperiode van de ringforten grotendeels tot een einde nu min of meer kwam vast te staan in welke periode de meerderheid van de ringforten is ontstaan en gebruikt. De theorie wordt ook ondersteund door de middeleeuwse kroniekschrijver Gerald van Wales dat de ringforten bekendstonden als "Denenforten" en reeds verlaten waren toen hij Ierland bezocht in de late 12e eeuw.

## Functie

### Landbouw
Traditioneel wordt een ringfort gezien als een boerderij. het zou het huis zijn van een vrije man en zijn familie en het centrum zijn van een gemengde landbouweconomie gedomineerd door veeteelt. 
Deze opvatting is later verfijnd, toen gegevens beschikbaar kwamen die er op wezen dat niet alle ringforten alleen boerderijen waren maar dat zij ook meerdere functies konden hebben. Het meeste duidelijk is dat bij het koppel ringforten in Garryduff in County Cork. Het kleinste van de twee forten heeft geen enkel bewijs opgeleverd van menselijke bewoning waardoor men aanneemt dat het diende als omheining voor het vee van het zeer nabij gelegen grotere ringfort.

### Industrie
Andere locaties leveren gegevens op die er op wijzen dat ringforten niet in de eerste plaats boerderijen waren maar een meer diverse en belangrijker rol speelden in de economie. Een goed voorbeeld hiervan is de grote, door drie wallen omringde, ringfort in Garannes in County Cork. Opgravingen hier leverden geen bewijzen voor menselijke bewoning maar wel veel gegevens over industrieel gebruik. Daarnaast suggereren vondsten van continentaal aardewerk dat de plaats diende als een handelscentrum met het vasteland van Europa. Zowel Garannes als het kleine fort van Garryduff wijzen er sterk op dat ringforten meerdere rollen hadden in de vroege Christelijke periode. Hoewel het lijkt de kloppen dat de meeste ringforten in de eerste plaats boerderijen waren, kan dit zeker niet zonder meer gesteld worden. Ook andere functies kunnen voorkomen.

### Defensie
Dat een ringfort een defensieve functie zou hebben is bijzonder voor de hand liggend gezien het uiterlijk en de naam van het geheel. S. Ó Ríordáins vaak gebruikte morfologische definitie van ringforten noemt met name de wal en de gracht als defensiewerken.
Daarom neemt men aan dat ringforten inderdaad een defensief aspect hadden, in een door veeteelt gedomineerde maatschappij lijkt de bescherming van het vee daarbij een belangrijk oogmerk. een ringfort kon een aanval van beperkte omvang weerstaan en was daarom ideaal tegen de zogenaamde "hit and run"-veediefstallen. Deze theorie wint kracht met het theorie van de "visuele domeinen" die uitgaat van de veronderstelling dat alle ringforten in een gebied in dezelfde periode bewoond werden. Daarbij zouden de bewoonde ringforten in het zicht van andere nabije ringforten gelegen hebben zodat in geval van een aanval gerekend kon worden op hulp van de buren. Daarnaast biedt een ronde structuur meerdere defensieve voordelen, zoals een optimaal zicht op eventuele aanvallers en een optimale hoeveelheid land die binnen een wal van gelijke lengte gebracht kon worden.
Zulke ringforten hadden een verdedigingsfunctie en werden bij voorkeur gebouwd op elektro-magnetische krachtvelden. Plaatsen die kracht uitstraalden, zoals ook de stenencirkels op zulke plekken te vinden zijn. Het is dan mogelijk dat men met een bepaalde voor ons onbekende symboliek die kracht nog wilde versterken of zelfs insluiten. Dus in die zin kan men ook spreken van een spirituele inslag of een bepaald soort van (bij)geloof.

### Aristocratie
Hoewel de defensieve functie tegenwoordig de verklaring is voor de wallen van een ringfort, is dat niet de verklaring afkomstig uit de bouwperiode. Vroege christelijke teksten wijzen op het belang van de wallen voor het bevestigen van de status van edellieden, koningschap en autoriteit. Deze relatie wordt duidelijk aan de hand van het volgende extract uit de "Críth Gablach":
What is the due of a king who is always in residence at the head of his tuath? Seven score feet of perfect feet are the measure of his stockade on every side. Seven feet are the thickness of its earthwork, and twelve feet its depth. It is then that he is a king, when ramparts of vassalage surround him. What is the rampart of vassalage? Twelve feet are the breadth of its opening and its depth and its measure towards the stockade. Thirty feet are its measure outwardly.
Zoals gezien kan worden in dit fragment is de relatie tussen de wallen van een ringfort en het leenheerschap vrij duidelijk. Hoe beter de verdedigingswerken van een ringfort (doorgaans in de vorm van meerdere wallen), hoe hoger de status van de hoofdbewoner. Deze nadruk op status in de functie van een ringfort boven dat van defensie, verklaart ook een aantal defensieve zwakheden in het ringfort. Wallen lijken niet de beste defensieve waarde te leveren in vergelijking met heggen en palissades. Er lijken maar weinig ringforten, althans met gebouwen binnen de wallen, te zijn die een nacht met binnengebracht vee zouden kunnen overleven. daarnaast lijkt er weinig aandacht geschonken te zijn aan het onderhoud van sloten en grachten om verval en verzanding te voorkomen. Een ander belangrijk punt is dat het bijzonder moeilijk is om een aanval uit te vechten vanaf de top van de wal.
Het lijkt er op dat de promotie van iemands status de belangrijkste drijfveer was voor de bouw van ringforten. Hoewel het ringfort in zijn algemeenheid geldt als de boerderij van een vrij man, zijn er ook verschillende koninklijke locaties geïdentificeerd terwijl anderen na enige generaties weer verlaten lijken te zijn. Dit wordt gebaseerd op de aanname dat het ringfort zelf een statussymbool kan zijn, waarbij het niet in het belang is van een heersende familie om personen met een lagere status ook ringforten te laten bouwen. Vooral omdat de meeste ringforten, met uitzondering van degenen met meerdere wallen, er niet in slagen de verschillende lagen van de maatschappij aan te tonen.

## Folklore met betrekking tot ringforten
Volgens de traditie zijn sommige van de nog bestaande ringforten bewoond door feeën en leprechauns. Deze forten worden "fairy forts" genoemd. In de praktijk krijgen deze forten extra bescherming en aandacht van omwonenden en de overheid.